# National Mining Museum Scotland

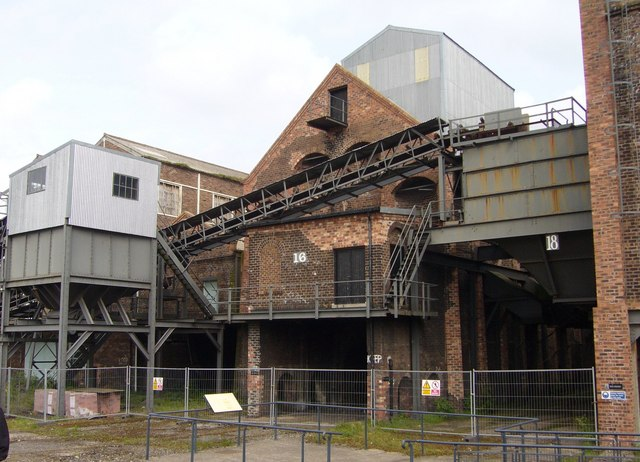

Het National Mining Museum Scotland is een museum in de steenkoolmijn Lady Victoria Colliery in het Schotse Newtongrange, Midlothian. Het museum belicht de mijnbouw in Schotland. De mijn opende in 1894 en sloot in 1981.